# Амок
Амок (малајски језик, значење: „луд са неконстролисаним бесом“) је термин који описује стање психичког растројства при коме индивидуа, услед беса, незадовољства ии огорчења неконтролисано убија људе око себе.
Синдром „Амока“ се налази у Дијагностичком и статистичком приручнику за менталне поремећаје.
Фраза се често користи код мање озбиљног понашања са циљем да се некоме скрене пажња на неконтролисано понашање које има значајне последице. Таква употреба не подразумева убијање а емоцинална осећања (нпр. бес, страх, узбуђење) могу бити изузета из значења.